# 13 Śląska Brygada Obrony Terytorialnej
13 Śląska Brygada Obrony Terytorialnej im. ppłk. Tadeusza Puszczyńskiego ps. „Konrad Wawelberg” (13 ŚBOT) – związek taktyczny Wojsk Obrony Terytorialnej Sił Zbrojnych Rzeczypospolitej Polskiej.
Formowanie jednostki rozpoczęto w styczniu 2018. Po 10 miesiącach brygada przekroczyła planowany stan ukompletowania przeprowadzając szkolenia podstawowe i wyrównawcze.
Siedziba brygady znajduje się w Katowicach na ul. Jana Kilińskiego 9.

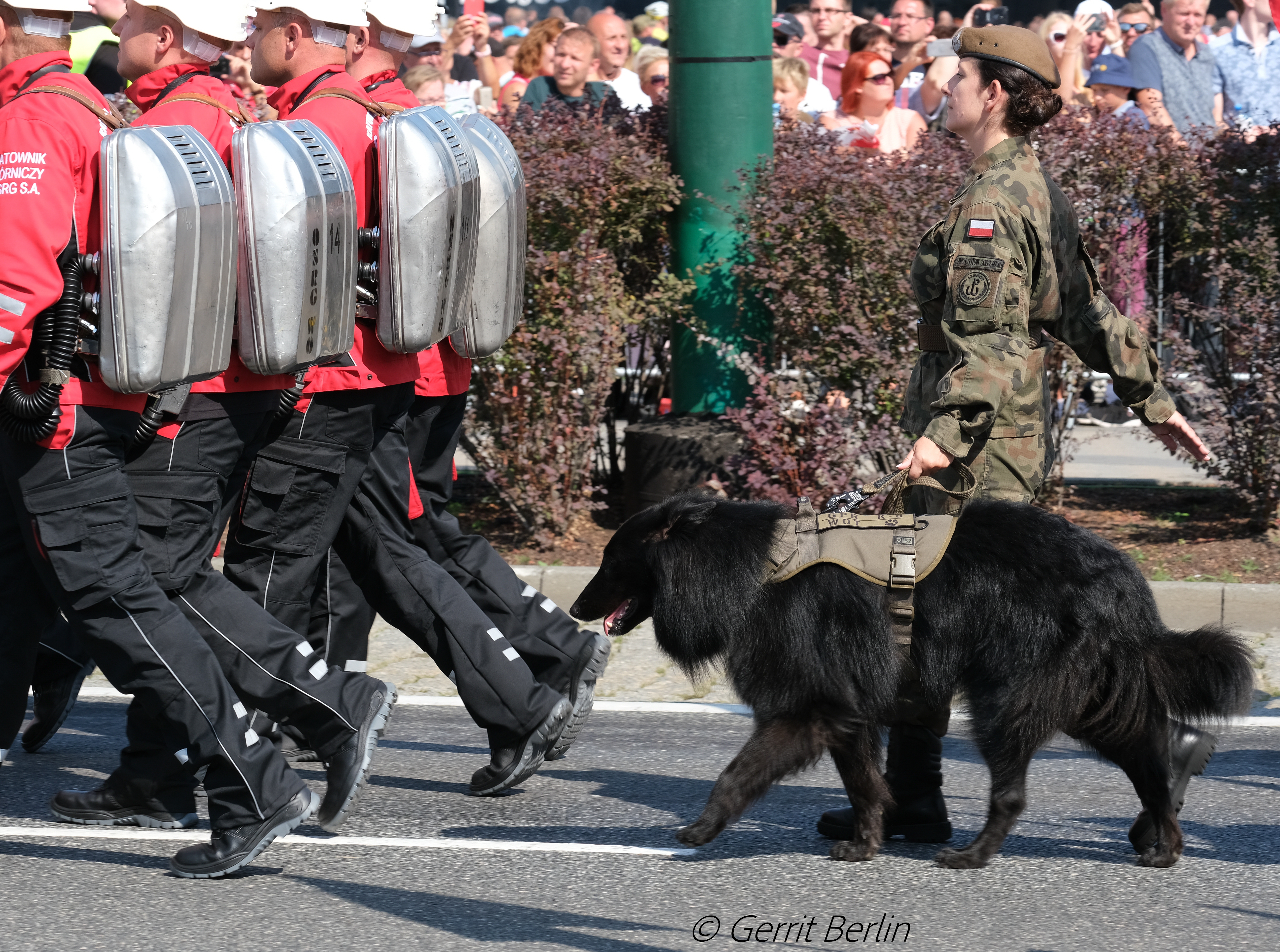
Żołnierz brygady z psem podczas obchodów Święta Wojska Polskiego w 2019 r.

## Struktura organizacyjna
Planowana struktura 2025:
- Dowództwo brygady – Katowice

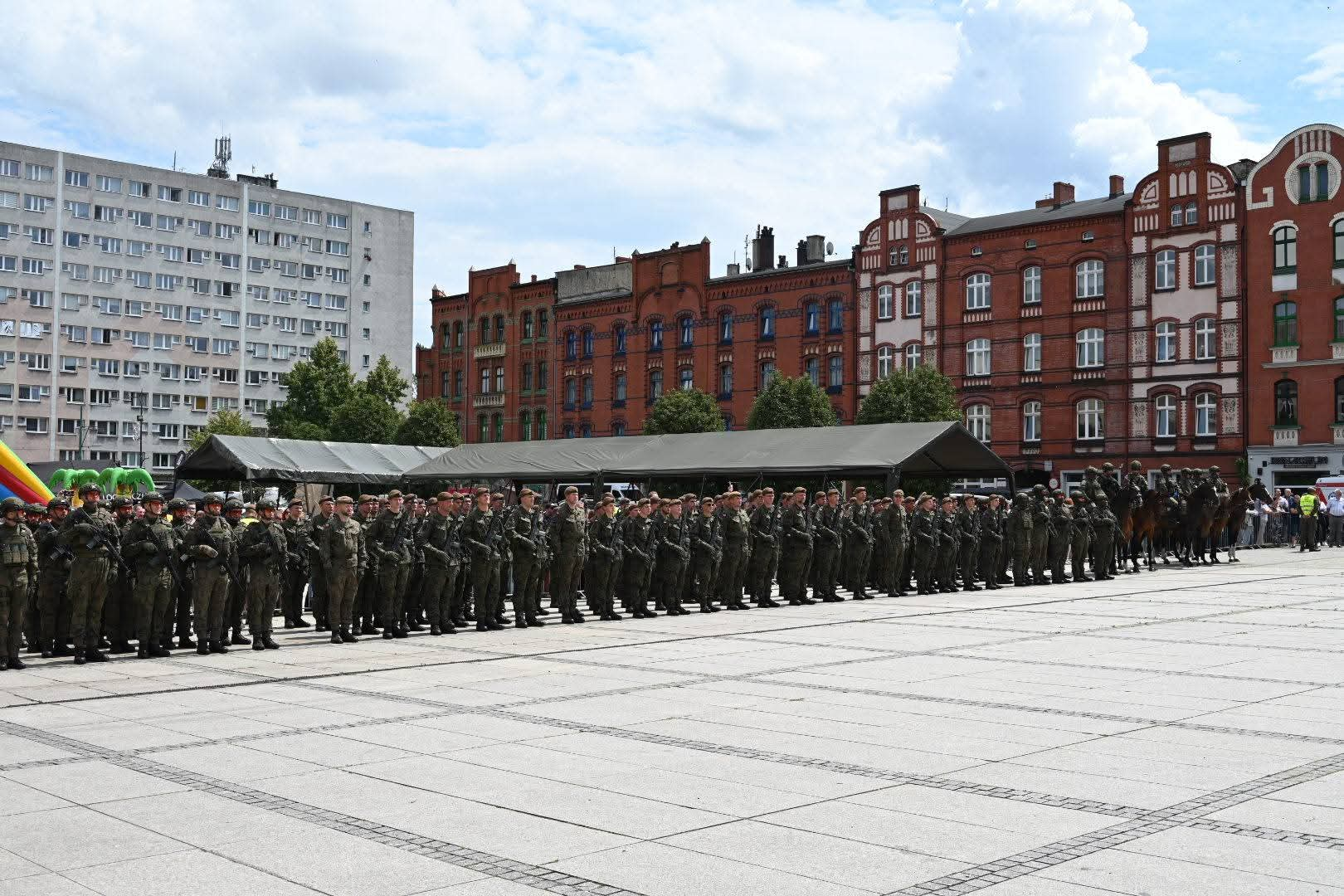
Przysięga wojskowa 132 batalionu lekkiej piechoty w Rudzie Śląskiej(2024)

  - 131 batalion lekkiej piechoty  – Gliwice
  - 132 batalion lekkiej piechoty – Częstochowa[6][7][8]
  - 133 batalion lekkiej piechoty – Cieszyn[9][10]

## Tradycje
Decyzją nr 122/MON Ministra Obrony Narodowej z dnia 9 sierpnia 2019, brygada przejęła i z honorem kultywuje tradycje:
- Polskiej Organizacji Wojskowej Górnego Śląska – Centrali Wychowania Fizycznego (1919–1921);
- Referatu Destrukcji Wydziału Plebiscytowego Ministerstwa Spraw Wojskowych (1920–1921);
- Polskiego Komisariatu Plebiscytowego (1920–1921);
- Dowództwa Obrony Plebiscytu i Inspektoratów Obrony Plebiscytu (1920–1921);
- Naczelnej Komendy Wojsk Powstańczych (1921);
- Dowództwa Oddziałów Dywersyjnych (1921).

Święto 13 Śląska Brygada Obrony Terytorialnej obchodzi w dniu 20 czerwca.

Insygnia
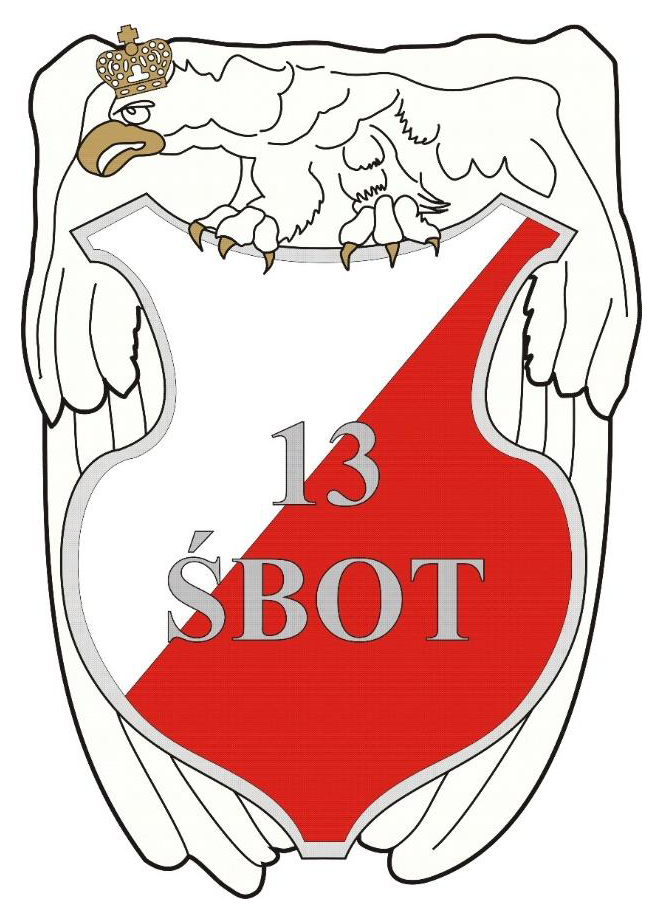
Odznaka pamiątkowa
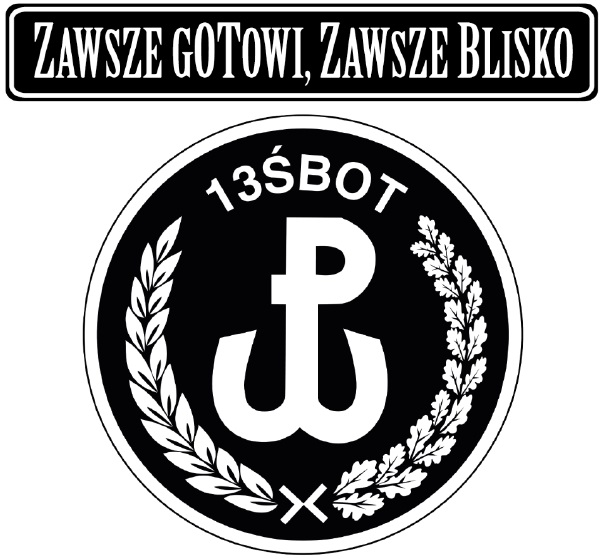
Oznaka rozpoznawcza na mundur wyjściowy
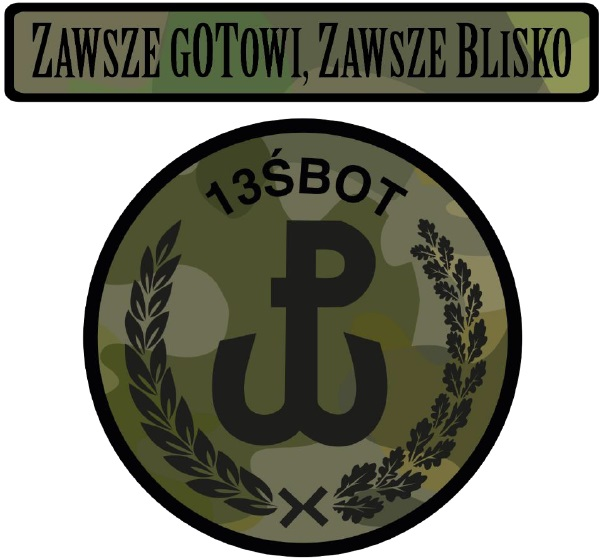
Oznaka rozpoznawcza na mundur polowy
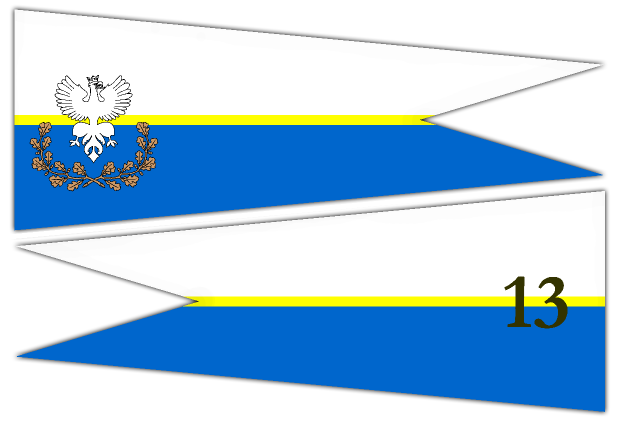
Proporzec rozpoznawczy dowódcy 13 ŚBOT
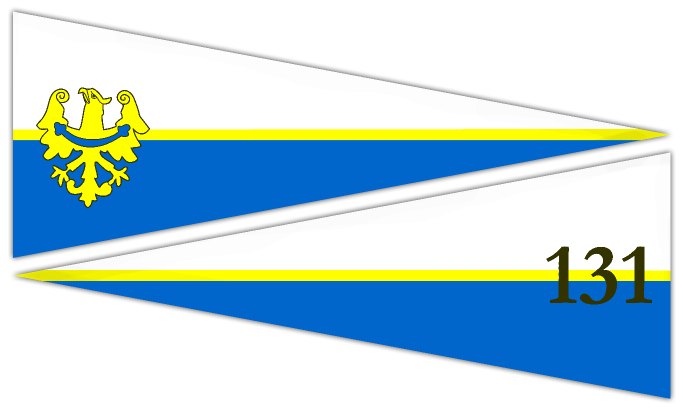
Proporzec rozpoznawczy dowódcy 131 blp

## Dowódcy brygady
- płk Tomasz Białas (2018–2023)[12]
- płk Paweł Piątkowski (2023–obecnie)[13]